# Aleksandra Kałucka
Aleksandra Kałucka (Tarnów, 25 de diciembre de 2001) es una deportista polaca que compite en escalada, especialista en la prueba de velocidad. Su hermana gemela Natalia compite en el mismo deporte.
Participó en los Juegos Olímpicos de París 2024, obteniendo una medalla de bronce en la prueba de velocidad. Ganó una medalla de plata en el Campeonato Europeo de Escalada de 2022.

## Palmarés internacional
| Juegos Olímpicos   | Juegos Olímpicos  | Juegos Olímpicos  | Juegos Olímpicos |
| Año                | Lugar             | Medalla           | Prueba           |
| ------------------ | ----------------- | ----------------- | ---------------- |
| 2024               | París (Francia)   | Medalla de bronce | Velocidad        |
| Campeonato Europeo |                   |                   |                  |
| Año                | Lugar             | Medalla           | Prueba           |
| 2022               | Múnich (Alemania) | Medalla de plata  | Velocidad        |